# Myotis chiloensis
Myotis chiloensis — вид роду Нічниця (Myotis).

## Поширення, поведінка
Проживання: Центральна і Південна Чилі, Аргентина. Комахоїдний. Знайдений в патагонському лісі, прибережних зонах в Чилі, і ущелинах скель.